# Fear (película de 1990)
Fear (Agente oculto en España y Miedo en Hispanoamérica) es un telefilme de misterio estadounidense dirigida por Rockne S. O'Bannon y protagonizado por Ally Sheedy, Lauren Hutton y Michael O'Keefe.

## Argumento
Cayce Bridges es una famosa escritora y vidente. Como tal colabora exitosamente con la policía en la investigación de asesinatos y ha conseguido así una gran fama hasta el punto de aparecer en televisión y ser entrevistada por ella. En su vida privada ella lo tiene difícil, ya que le marea estar con gente, cuyas mentes ella puede leer, cosa que la causa estrés. Tampoco le fue fácil tener que vivir con el hecho de que la gente le tenga miedo por ser vidente. 
Un día, sin embargo, ella investiga con dos detectives otra serie de asesinatos y descubre algo raro, ya que como vidente no puede identificar al asesino. Es más, el asesino también puede contactar con ella y sabe además mucho de ella hasta el punto de compartir un asesinato con ella a través de ese nexo. De esa manera Bridges descubre que es un vidente y que incluso es mejor que ella.
Se descubre, que eese vidente, harto de que le tengan miedo por ser vidente, decide que lo tengan por ello utilizando para ello sus habilidades para matar y así esparcir miedo. De esa manera se convirtió en un asesino en serie. Gracias a esas habilidades él consigue controlar a todos, incluido a ella. También empieza a obsesionarse con ella, ya que es vidente como él.
Sin embargo, con la ayuda de un hombre, Jack Hays, con el que casualmente se encuentra y del que empeza a enamorarse, ya que tiene una forma natural de bloquear sus pensamientos, ella empieza a entender su ventaja y ponerle en defensiva. Entonces él quiere matarla por haber conseguido eso, pero ella con un truco puede vencerlo y matarlo. Después de ello, ella empieza una relación amorosa con él, el cual también ha empezado a enamorarse de ella.   

## Reparto
| Actor               | Personaje            |
| ------------------- | -------------------- |
| Ally Sheedy         | Cayce Bridges        |
| Lauren Hutton       | Jessica Moreau       |
| Michael O'Keefe     | Jack Hays            |
| Stan Shaw           | Detective Webber     |
| Dean Goodman        | William Tarr         |
| Dina Merrill        | Catherine Tarr       |
| Keone Young         | Detective William Wu |
| Pruitt Taylor Vince | Hombre Oscuro        |
| Jonathan Prince     | Colin Hart           |
| John Agar           | Leonard Scott Levy   |
| Don Hood            | Holcomb              |
| Marta DuBois        | Inez Villanueva      |

## Producción
La película fue rodada en el condado de Los Ángeles, California. Originalmente la película estaba hecha originalmente para la pantalla grande, pero al final fue estrenada en cable.

## Recepción
Hoy en día la película ha sido valorada en portales cinematográficos. En IMDb, con aprosimadamente 1400 votos registrados, el filme obtiene una media ponderada de 6,0 sobre 10. En cuanto a Rotten Tomatoes, los más de 100 votos registrados en el portal dieron al telefilme una valoración media de 3,5 de 5. También cabe destacar, que en La Vanguardia el 65 % de los usuarios registrados allí le dieron una valoración positiva.